# Ceromya longipila
Ceromya longipila là một loài ruồi trong họ Tachinidae.